# Рюдингер, Альберт
Альберт Рюдингер (нем. Fritz Albert Christian Rüdinger; 20 апреля 1838 года, Фредериксберг — 7 апреля 1925 года, Копенгаген) — датский виолончелист и музыкальный педагог.
Учился игре на виолончели у датского музыканта Фердинанда Рауха. В 1864 г. дебютировал в составе Королевской капеллы, в 1866 г. совершенствовался как исполнитель в Дрездене под руководством Фридриха Грюцмахера. В 1877—1899 гг. концертмейстер виолончелей в оркестре, одновременно с 1878 г. и до конца жизни вёл преподавательскую работу, с 1907 г. профессор. Среди его наиболее заметных учеников — Зигфрид Саломон, Хенри Брамсен, Антон Хегнер и сменивший его в Копенгагенской консерватории Паулус Бахе, а также композитор Луи Гласс. В 1892 г. опубликовал сборник «Технические упражнения для виолончели» (дат. Tekniske Studier for Violoncello), ему принадлежит также ряд аранжировок для этого инструмента (в частности, романсов П. Э. Ланге-Мюллера).
Наряду с музыкой Рюдингер также занимался живописью. Помимо консультаций с Отто Хаслундом и Харальдом Фоссом, он был по преимуществу художником-самоучкой, однако добился определённых успехов, выставлял пейзажные работы и картины с изображениями диких животных. Исторический интерес представляет многофигурное полотно Рюдингера, на котором изображено представление оперы Даниэля Обера «Немая из Портичи» в Королевском театре в 1867 году, включая оркестрантов, певцов и ряд известных театралов в публике, — эта картина находится в музее театра, как и автопортрет Рюдингера.
Кавалер Ордена Данеброг (1897).